# Paul V. Kroskrity
Paul V. Kroskrity (/ˈkrɒskrɪti/; nacido 10 de febrero de 1949) es un antropólogo lingüístico estadounidense conocido principalmente por sus contribuciones al establecimiento y desarrollo de la ideología de lengua como campo de investigación.
Es profesor de antropología, lingüística aplicada, y Estudios Indígenas en la Universidad de California, Los Ángeles. Es el presidente anterior de la Sociedad para Antropología Lingüística y Jefe anterior del programa de Estudios Indígenas en la Universidad de California, Los Ángeles.
La investigación de Kroskrity se centra en la investigación sobre las ideologías de lengua, lengua e identidad, rendimiento y arte verbales, contacto de lengua, e idiomas amenazados y la revitalización lingüística.  Es especialista en las lenguas indígenas de las familias Kiowa-Tanoana y Uto-Azteca, y ha trabajado en el la región occidental de los Indios Pueblo y en California Central.

## Biografía
Paul V. Kroskrity creció en Brooklyn. Recibió su título de la Universidad de Columbia donde estudió Estudios Orientales, Literatura Comparativa, y Religión Comparativa. Para el posgrado, fue a la Universidad de Indiana y era el último estudiante del lingüista Carl Voegelin. Él también trabajó con Allen D. Grimshaw, Charles S. Bird, y Raymond J. DeMallie. Voegelin inspiró su interés en las lenguas indígenas americanas y sugirió que conduzca investigación con los Tewa de Arizona.
Kroskrity ganó su doctorado de Indiana en antropología en 1977 con una disertación titulada "Aspectos de la estructura y uso de la lengua Tewa de Arizona". En 1978, Kroskrity fue contratado como profesor de antropología en la Universidad de California, Los Ángeles, donde ha enseñado desde entonces.

## Investigación
Entre las contribuciones de Kroskrity a la investigación y teoría antropológica lingüística, es más conocido por su aporte al desarrollo y establecimiento del campo de investigación de la ideología de lengua. Al comienzo de los años noventa, un grupo de lingüistas y antropólogos, trabajando en la relación de concepciones culturales de lengua a estructura lingüística, uso de lengua, y contexto social, convened en varias ocasiones para traer atención erudita a qué pronto devino sabido en la disciplina cuando "ideología de lengua". Kroskrity Organizado y coorganizó sesiones en reuniones de la Asociación Antropológica americana (1991, 1994) y en la Escuela de Búsqueda americana en Santa Fe (1994), y servido como el editor y coeditor de tres de los volúmenes resultantes.

### Ideologías de lengua de los Tewa de Arizona
Kroskrity tiene interés en la dimensión ideológica del uso del lenguaje y su relación a la estructura lingüística, identidad cultural, y la etnohistoria. Este interés se remonta al principio de su carrera. Cuando empezó la investigación para su disertación sobre las comunidades Tewa en la reserva Hopi First Mesa (en el noreste de Arizona) en 1973, Kroskrity estaba principalmente interesado en la gramática Tewa y en el contacto de la lengua (con otras), pero los Tewa le recordaban de la importancia del enlace entre la lengua, la cultura, y las ceremonias religiosas. "Mi lengua es mi vida" es un refrán popular en Tewa, el cual sugiere un enlace fuerte entre la lengua y la identidad. La lengua y la identidad se convirtieron en un tema central en el trabajo más tardío de Kroskrity, interpretando a fenómenos culturales de los Tewa utilizando la teoría emergente de la ideología de lengua.
Su investigación temprana se concentró en la variación lingüística, el contacto entre lenguas, el préstamo lingüístico, y las influencias regionales en Tewa. La lengua Tewa presenta datos únicos para el estudio del contacto entre lenguas porque a pesar de una historia de aproximadamente 300 años de contacto con sus vecinos Hopi y multilingüismo bastante extendido, los Tewa de Arizona no han adoptado casi ninguna palabra prestada de Hopi. Esto es un patrón común en muchas culturas de losIndios Pueblo, normalmente conocido como "conservadurismo lingüístico".
Kroskrity re-analizó este patrón como una ideología indígena purismo lingüístico. Pero en vez de ser resultado del rechazo de elementos extranjeros por la comunidad Tewa, Kroskrity localiza esta ideología a la prominencia del discurso kiva, un tipo de ceremonial el discurso limitado en su uso a las autoridades religiosas. Asociado con el ámbito religioso altamente valorado, el discurso kiva encarna cuatro preferencias culturales: control por convención, purismo indígena, compartimentalización estricta e indexación lingüística de identidad. Estas preferencias están reflejadas en las ideologías lingüísticas de los Tewa que tienen que ver con la lengua no-kiva también, y convierte el discurso kiva así a un modelo folklórico para la lengua en general.
Kroskrity Ha acuñado el término "ideología de lengua dominante" para describir estas concepciones subyacentes de la lengua, donde las formas lingüísticas y culturales únicas a cierto ámbito llegan a servir como modelo para otras formas.
En relación con la investigación en la concienciación metalingüística relativa que tienen los hablantes sobre su lengua, Kroskrity indica que esta ideología dominante es más influyente en el léxico Tewa, dado que las diferencias léxicas son más accesibles a la concienciación y por lo tanto es más fácilmente controlado por los hablantes.

### Ideologías de lengua de los Monos del oeste
Además de su búsqueda con los Tewa de Arizona, Kroskrity también ha trabajado con varias comunidades del pueblo Mono Occidental de California central desde el año 1980. A gran diferencia del pueblo Tewa, el purismo lingüístico era ausente en las comunidades Mono Occidental. Kroskrity identifica tres ideologías de lengua precoloniales: el sincretismo, la valorización del préstamo lingüístico e hibridez; variación, y que la variación dialectal se ve como el resultado natural de diferencias familiares e individuales; y utilitarismo, la idea que la lengua es como una herramienta o tecnología. Estas ideologías probablemente han contribuido a la sustitución lingüística hacia el inglés. En la épocaprecolonial, el préstamo léxico entre los distintos idiomas de grupos indígenas en la costa del Pacífico de los Estados Unidos del día presente eran común y no percibido como peligroso a la vitalidad de cualquier lengua, mucho menos de la identidad étnica. En este contexto, la adopción de elementos ingleses al léxico del pueblo Mono Occidental fue bienvenida, no condenada, en parte porque el idioma de los Mono Occidental nunca fue indicial ni icónico de una identidad étnica unificada, a causa de la diferenciación interna; y en parte porque en la sociedad colonial y poscolonial, el inglés se hizo cada vez más útil. Estas ideologías de lengua tradicionales junto a política educativa llegaron a ser detrimental al mantenimiento de la lengua.

### Lengua aclaración ideológica
El trabajo de Kroskrity demuestra la importancia de las ideologías de lengua para comprender el mantenimiento y cambio de lenguas. Mientras en el caso de los Tewa de Arizona, una ideología de lengua dominante de purismo y una asociación del idioma Tewa con identidad étnica han contribuido al mantenimiento de la lengua, pero las ideologías de lengua tradicionales del pueblo Mono Occidental han contribuido a un rápido cambio de lengua. Con respecto a estos hallazgos, Kroskrity ha favorecido recientemente "la aclaración de la ideología de lengua".
La aclaración de la ideología de lengua es el proceso de identificar tensiones sobre la contestación o controversia sobre la ideología de la lengua dentro de una comunidad lingüística patrimonial, incluyendo tanto las creencias y sentimientos que son indígenas a la comunidad como aquellos introducidos por extranjeros (como lingüistas y oficiales de gobierno), los cuales pueden impactar negativamente los esfuerzos comunitarios para realizar exitosamente el mantenimiento y revitalización de su lengua. Este proceso de identificar y expandir la consciencia sobre los asuntos lingüísticos y discursivos habilita la ocurrencia de los discursos apropiados entre miembros comunitarios o entre miembros y lingüistas u oficiales de gobierno quienes quizás tengan opiniones diferentes. Idealmente estos discursos promoverían una resolución real—una aclaración conseguida—o fomentarían un nivel tolerable de desacuerdo que no inhibiría actividades de renovación de la lengua.

### Investigación práctica colaborative
Durante su carrera Kroskrity ha contribuido a través de la investigación a las prioridades de las comunidades que estudia. Condujo una "investigación colaborativa" con informantes Tewa y Mono Occidental mucho antes de que la idea se hiciera de moda en el mundo de la antropología. En 2002 colaboró con Rosalie Bethel (del pueblo Mono Occidental) para publicar un CD-ROM interactivo, contribuyendo a las actividades del pueblo Mono Occidental para la revitalización de la lengua.

## Publicaciones seleccionadas
- Kroskrity, Paul V. (ed.). 2012. Diciendo Historias en la Cara de Peligro: Renovación de Lengua en Comunidades americanas Nativas. Norman, VALE: Universidad de Prensa de Oklahoma.
- Kroskrity, Paul V. Y Margaret Campo (eds.).  2009. Ideologías de Lengua americanas nativas: Creencias, Prácticas, y Luchas en País indio. Tucson: Universidad de Prensa de Arizona.
- Kroskrity, Paul V., Rosalie Bethel, y Jennifer F. Reynolds. 2002.  Taitaduhaan: Occidental Mono Maneras de Hablar (CD-ROM). Norman, VALE: Universidad de Prensa de Oklahoma.
- Kroskrity, Paul V. (ed.). 2000. Regímenes de Lengua: Ideologías, Polities, e Identidades. Santa Fe, NM: Escuela de Búsqueda americana.
- Schieffelin, Bambi, Kathryn Woolard, y Paul V. Kroskrity (eds.). 1998. Ideologías de lengua, Teoría y Práctica. Nueva York:  Oxford Prensa Universitaria.
- Kroskrity, Paul V. 1993. Lengua, Historia, e Identidad:  Ethnolinguistic Estudios de la Arizona Tewa. Tucson: Universidad de Prensa de Arizona.
- Bethel, Rosalie, Paul V. Kroskrity, Christopher Loether, y Gregory Un. Reinhardt. 1984. Un Diccionario Práctico de Occidental Mono. Tenedor del norte, CA: Sierra Mono Museo. (2.ª edición: 1993).